# Genreschilder

Martin Johann Schmidt: De schilder en zijn familie

Een genreschilder is een kunstschilder die taferelen uit het dagelijks leven weergeeft. Het product van een genreschilder wordt een genrestuk genoemd.
Beroemde Nederlandse genreschilders zijn Gerard Dou, Jacob Jordaens en Jan Steen.